# Suberites suberia
Suberites suberia är en svampdjursart som först beskrevs av Montagu 1818.  Suberites suberia ingår i släktet Suberites och familjen Suberitidae. Inga underarter finns listade i Catalogue of Life.